# 이마이즈미 리키야

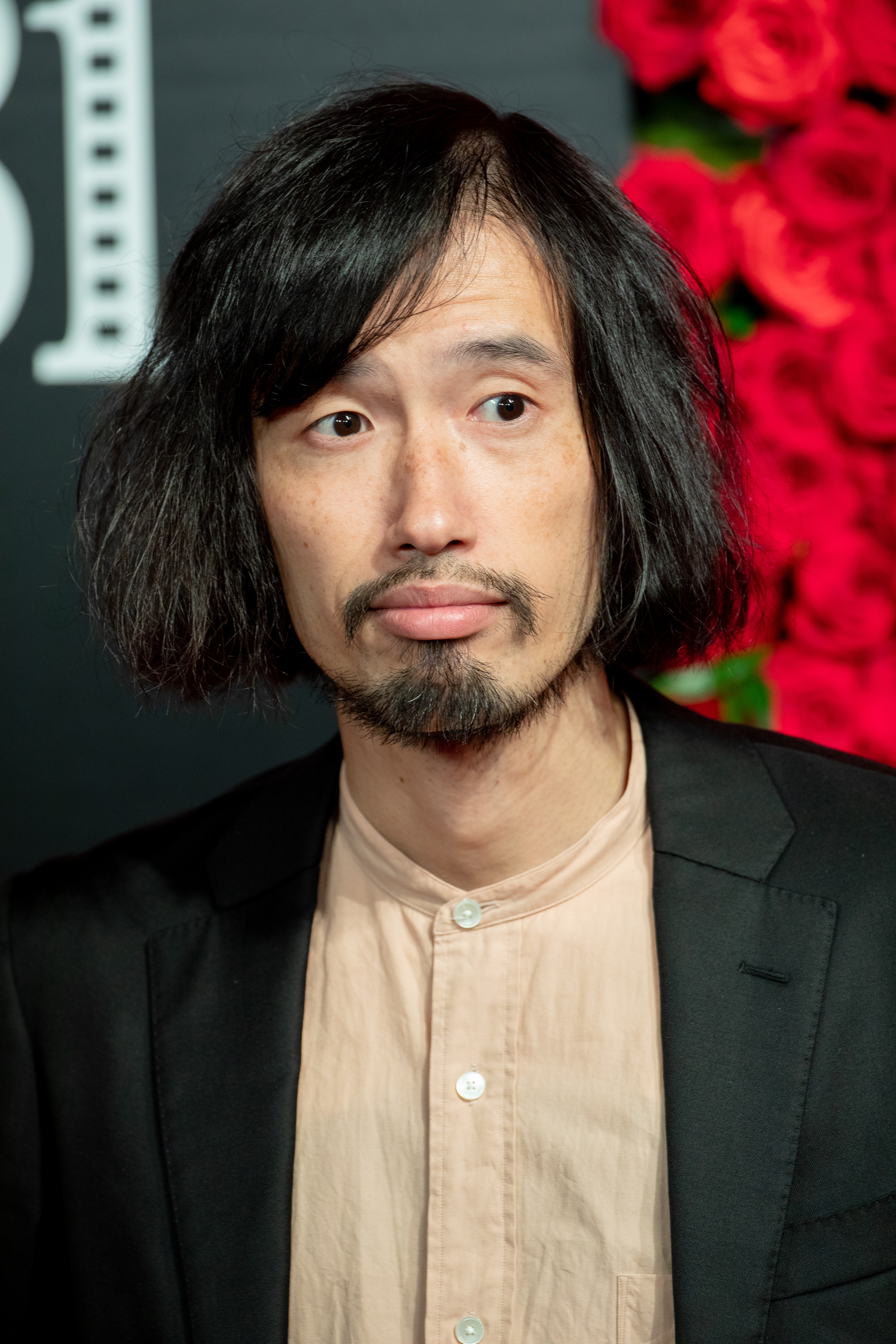

이마이즈미 리키야(今泉力哉, 1981년 2월 1일 후쿠시마현 고리야마시 ~ )는 일본의 영화 감독이다.

## 참여 작품

### 영화
- 좋아해, 너를
- 사랑이 뭘까
- 치히로 상